# جون لويس (عازف بيانو)
جون لويس (بالإنجليزية: John Lewis)‏ (و. 1920 – 2001 م) هو عازف بيانو، وملحن، ومعلم موسيقى، وعازف جاز، وأستاذ جامعي، ومؤلفو موسيقى تصويرية أمريكي، ولد في لا غرانت، توفي في نيويورك، عن عمر يناهز 81 عاماً، بسبب سرطان البروستاتا.

## التعليم
تعلم في جامعة نيومكسيكو، والكلية الموسيقية في مانهاتن ‏.

## وصلات خارجية
- جون لويس على موقع IMDb (الإنجليزية)
- جون لويس على موقع الموسوعة البريطانية (الإنجليزية)
- جون لويس على موقع ميوزك برينز (الإنجليزية)
- جون لويس على موقع قاعدة بيانات برودواي على الإنترنت (الإنجليزية)
- جون لويس على موقع قاعدة بيانات برودواي على الإنترنت (الإنجليزية)
- جون لويس على موقع أول ميوزيك (الإنجليزية)
- جون لويس على موقع ديسكوغز (الإنجليزية)
- جون لويس على موقع قاعدة بيانات الفيلم (الإنجليزية)

- جون لويس في قاعدة بيانات الأفلام على الإنترنت